# Siège du Hōjūjidono
Guerre de Gempei
Batailles
- Uji (1re)
- Nara
- Ishibashiyama
- Fujigawa
- Sunomata
- Yahagigawa
- Hiuchi
- Kurikara
- Shinohara
- Mizushima (navale)
- Fukuryūji
- Muroyama
- Hōjūjidono
- Uji (2e)
- Awazu
- Ichi-no-Tani
- Kojima
- Yashima (navale)
- Dan-no-ura (navale)

Le siège du Hōjūjidono (ou Hōjū-ji dono) est un épisode de la guerre de Gempei.

## Causes
Depuis un certain temps, Minamoto no Yoshinaka voulait prendre le contrôle du clan Minamoto à son cousin Yoritomo, qui l'avait humilié quelque temps plus tôt. Revenant à Kyōto en triomphe après ses victoires à Kurikara et Shinohara, malgré la défaite de son allié Minamoto no Yukiie à Muroyama, il complota avec celui-ci pour kidnapper l'empereur retiré Go-Shirakawa   et établir leur propre gouvernement dans les provinces au nord de Kyōto, s'appuyant sur la « possession » de l'ex-empereur pour justifier leur règne. Mais Yukiie, en fin de compte, se retira du plan et avertit l'empereur, qui à son tour prévint Yoritomo.

## Déroulement

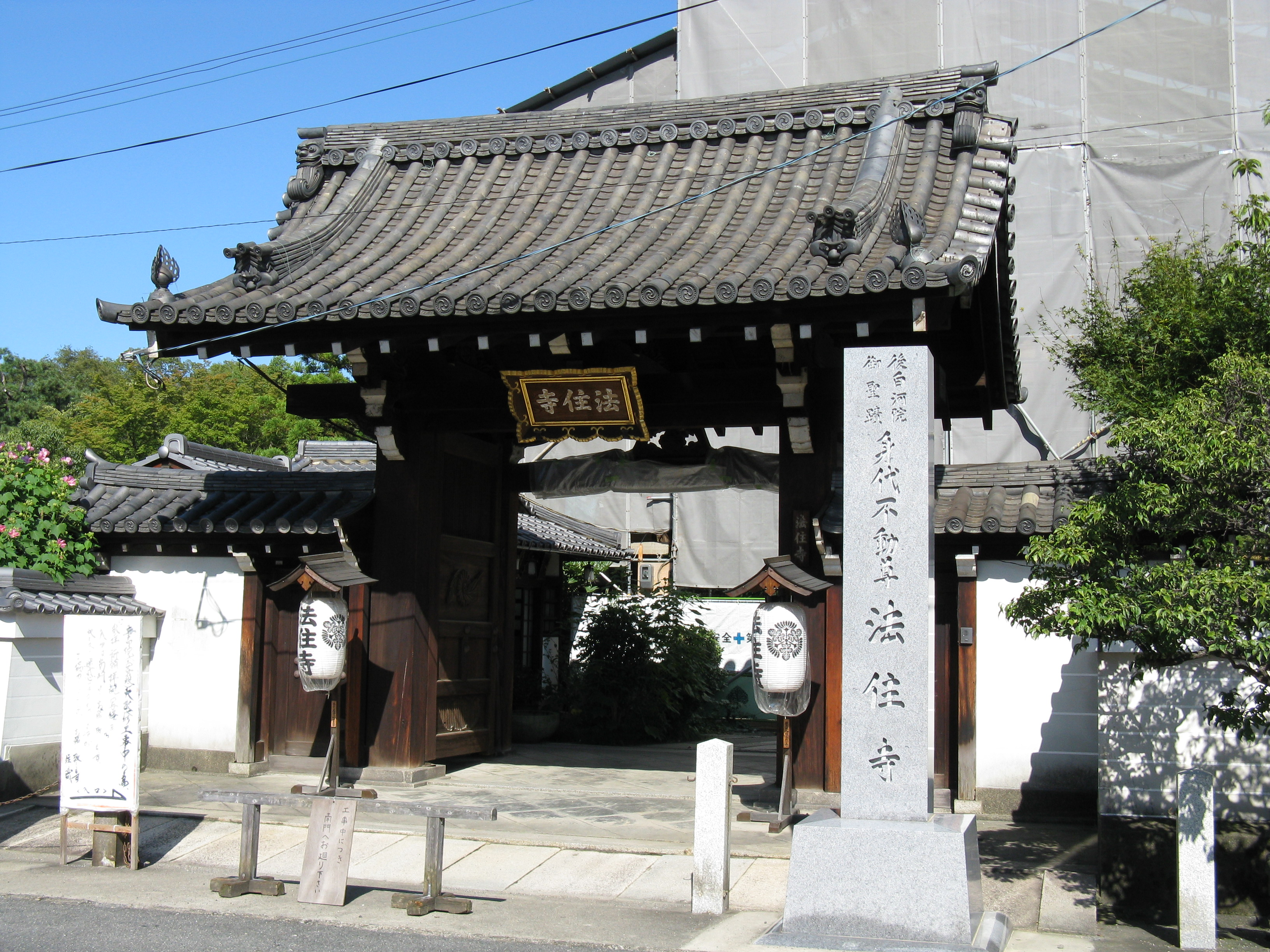
Porte du Hōjū-ji.

Yoshinaka décida d'attaquer quand même le Hōjū-ji dono où vivait Go-Shirakawa. Il y mit le feu avec des flèches enflammées, tua les défenseurs, et se saisit de Go-Shirakawa. Il rencontra l'opposition d'un certain nombre de nobles de la cour et de sōhei (moines-guerriers) du mont Hiei et du Mii-dera, mais finit, après de nombreux combats dans les rues de Kyōto, par sortir victorieux de la ville avec l'ancien empereur. Cependant, à ce moment, les armées Minamoto, sous le commandement de Yukiie, Yoritomo, Yoshitsune et Noriyori entouraient la capitale. Yoshinaka prenant la fuite en passant le pont d'Uji, y rencontra les troupes de Yoshitsune à la seconde bataille d'Uji.